# Pákistánem spravovaný Kašmír

Červeně Pákistán, červeným šrafováním Pákistánem spravovaný Kašmír

Pákistánem spravovaný Kašmír (anglicky Pakistani Administered Kashmir [PAK], z indického pohledu též označovaný jako Pákistánem okupovaný Kašmír [Pakistani Occupied Kashmir]) je souhrnný název pro části státu Džammú a Kašmír, které jsou pod kontrolou Pákistánu. Ve skutečnosti jde o dvě území s rozdílným statusem: Gilgit-Baltistán na severu (dříve tzv. Severní oblasti) byl Pákistánem anektován, zatímco úzký pruh území, sledující frontovou linii v jihozápadní části Kašmíru (resp. ve východní části Pákistánu), má pod názvem Ázád Kašmír (Azad Kashmir) formálně určitou autonomii.
Celková rozloha PAK je 78 114 km², z toho 13 297 km² připadá na Ázád Kašmír a 64 817 km² na Gilgit-Baltistán. Rozloha území, které Pákistán postoupil Číně, není zahrnuta.